# Брук, Яков Владимирович
Я́ков Влади́мирович Брук (род. 19 ноября 1939, Москва) — российский искусствовед, историк искусства, музейный деятель. Автор книг и статей по широкому кругу вопросов истории русского искусства XVIII—XX веков. Заслуженный работник культуры РСФСР.

## Биография
Родился в 1939 в Москве. В 1962 окончил с отличием искусствоведческое отделение МГУ им. М. В. Ломоносова; в 1968 — аспирантуру Института истории искусств Министерства культуры СССР.

С 1960 по 2011 работал в Государственной Третьяковской галерее: в 1968—1985 старший научный сотрудник отдела живописи второй половины XIX века; в 1985—1994 — заведующий отделом научной каталогизации и редакционно-издательской деятельности; в 1994—2001 заместитель генерального директора по научной работе (искусство XX века), в 2001—2011 заведующий отделом научной каталогизации.

Член Ученого и Атрибуционного советов Третьяковской галереи. Разработчик концепции и научный руководитель работ по созданию постоянной экспозиции «Искусство XX века» в здании Третьяковской галереи на Крымском валу (1994—2001).

## Основные работы

### Сводный каталог собрания Государственной Третьяковской галереи
Ответственный и научный редактор томов каталога собрания «Государственная Третьяковская галерея»:
- Древнерусское искусство X — начала XV века. (Отв.ред.). М., «Красная площадь», 1995.
- Рисунок XVIII века. (Отв.ред.). М., «Красная площадь», 1996.
- Портретная миниатюра XVIII — начала XX века. (Отв.ред.). М., «Красная площадь», 1997.
- Скульптура второй половины XX века. (Отв.ред.). М., «Красная площадь», 1998.
- Скульптура XVIII—XIX веков. (Отв.ред.). М., «Красная площадь», 2000.
- Скульптура первой половины XX века. (Отв.ред.). М., «Красная площадь», 2002.
- Живопись первой половины XIX века. (Отв. ред. совместно с Л. И. Иовлевой; науч. ред. совместно с С. С. Степановой). М., «СканРус», 2005.
- Живопись конца XIX — начала XX века. (Отв. ред. совместно с Л. И. Иовлевой; науч. ред. совместно с А. П. Гусаровой). М., «СканРус», 2005.
- Рисунок XX века. Книга первая (А — В). (Отв. ред.; науч. ред. совместно с Н. Г. Соколовой). М., «СканРус», 2006.
- Рисунок XIX века. Книга первая (А — В). (Отв. ред.; науч. ред. совместно с Е. Л. Плотниковой). М., «СканРус», 2007.
- Живопись первой половины XX века. (Отв. ред.). М., «СканРус», 2009.
- Лицевые рукописи XI—XIX веков. Книга первая. Лицевые рукописи XI—XVII веков. (Отв. ред. совместно с Л. И. Иовлевой). М., «СканРус», 2010.
- Рисунок XX века. Книга вторая (Г — И). (Отв. ред.). М., «СканРус», 2012.
- Рисунок XIX Века. Книга вторая (Г — И). (Отв. ред.; науч. ред. совместно с Е. Л. Плотниковой). М. «СканРус», 2013.
- Рисунок XIX Века. Книга третья (А. А. Иванов). (Отв. ред.; науч. ред. совместно с Е. Л. Плотниковой). М. «СканРус», 2014.

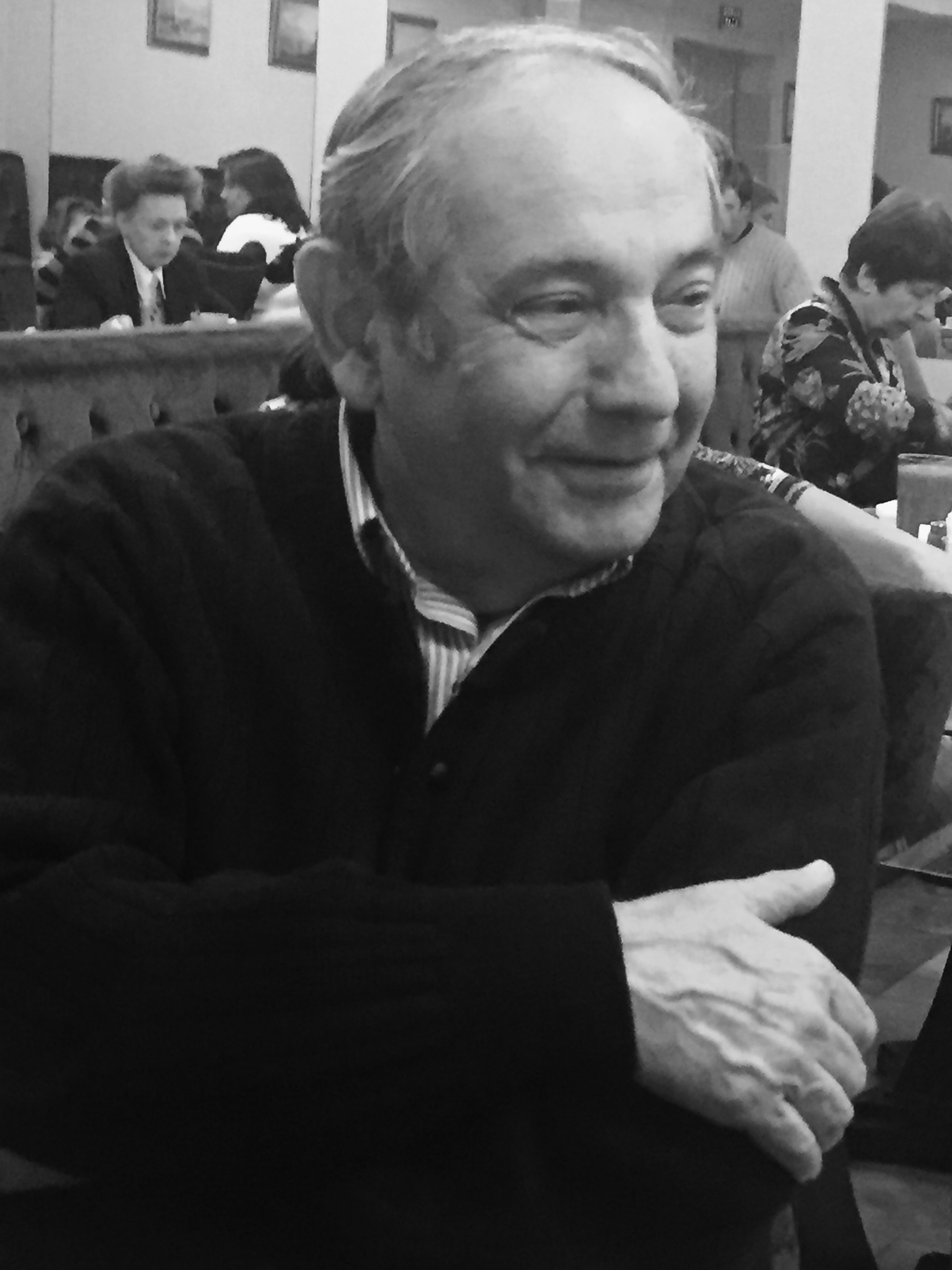
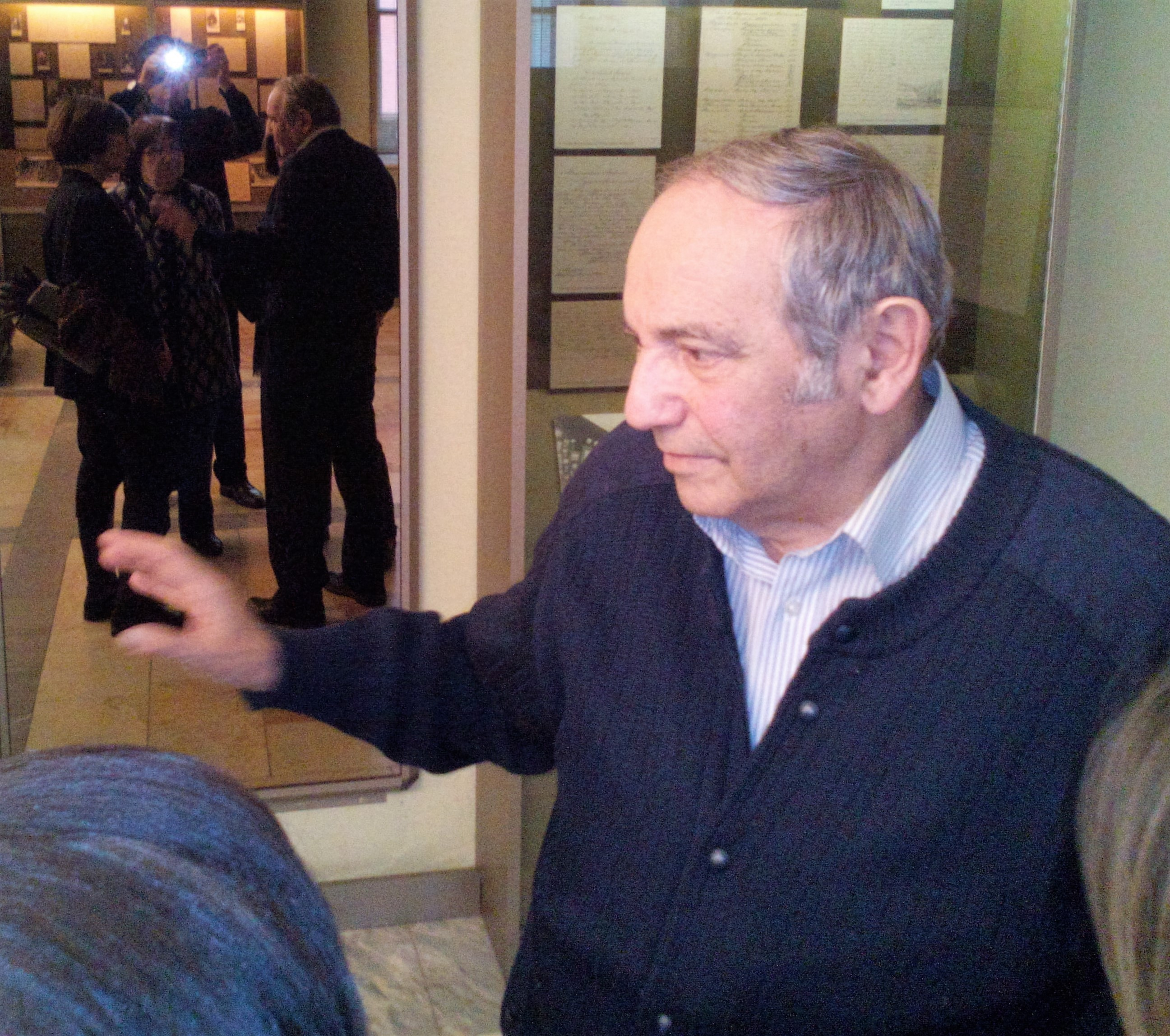
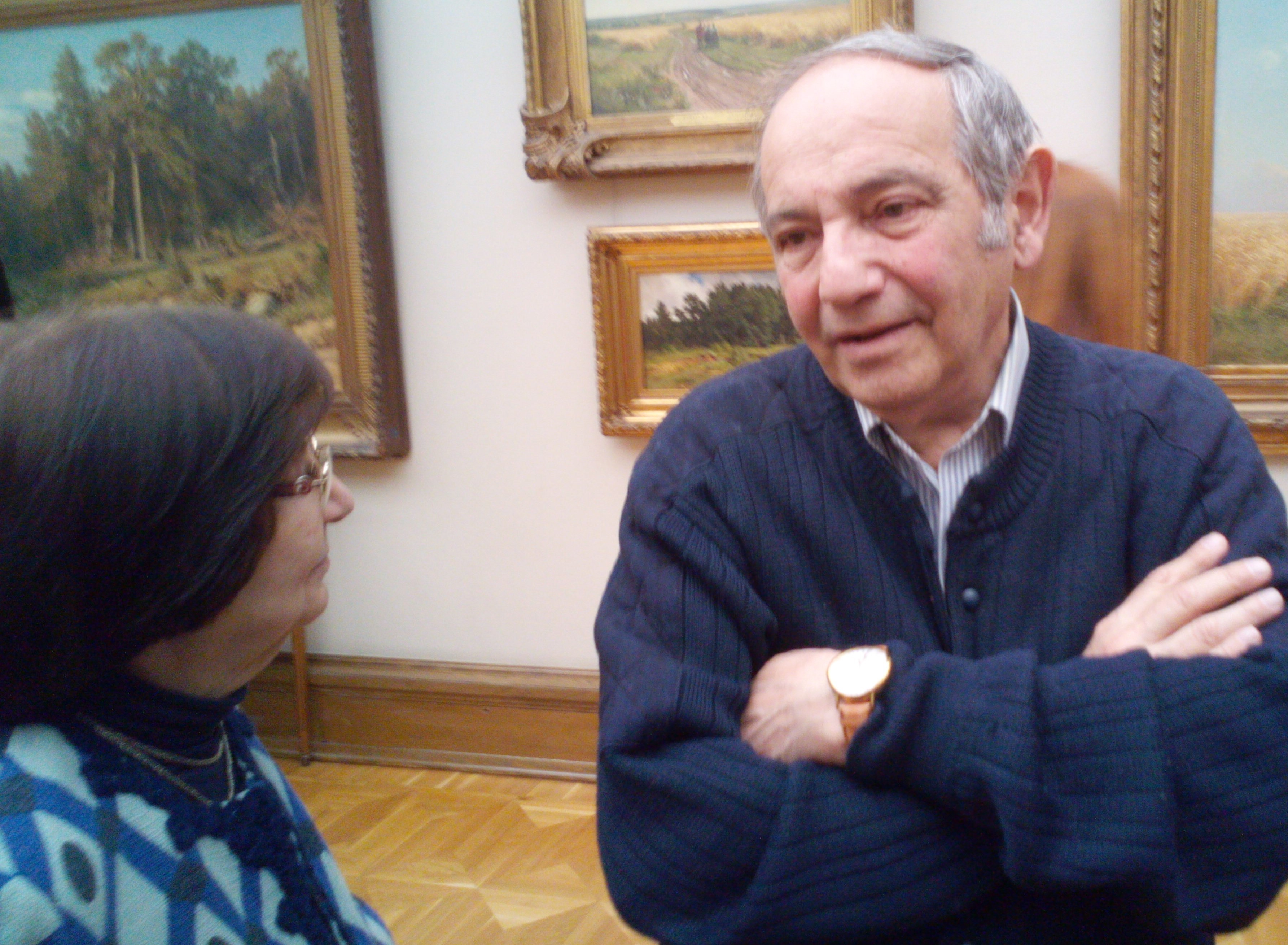
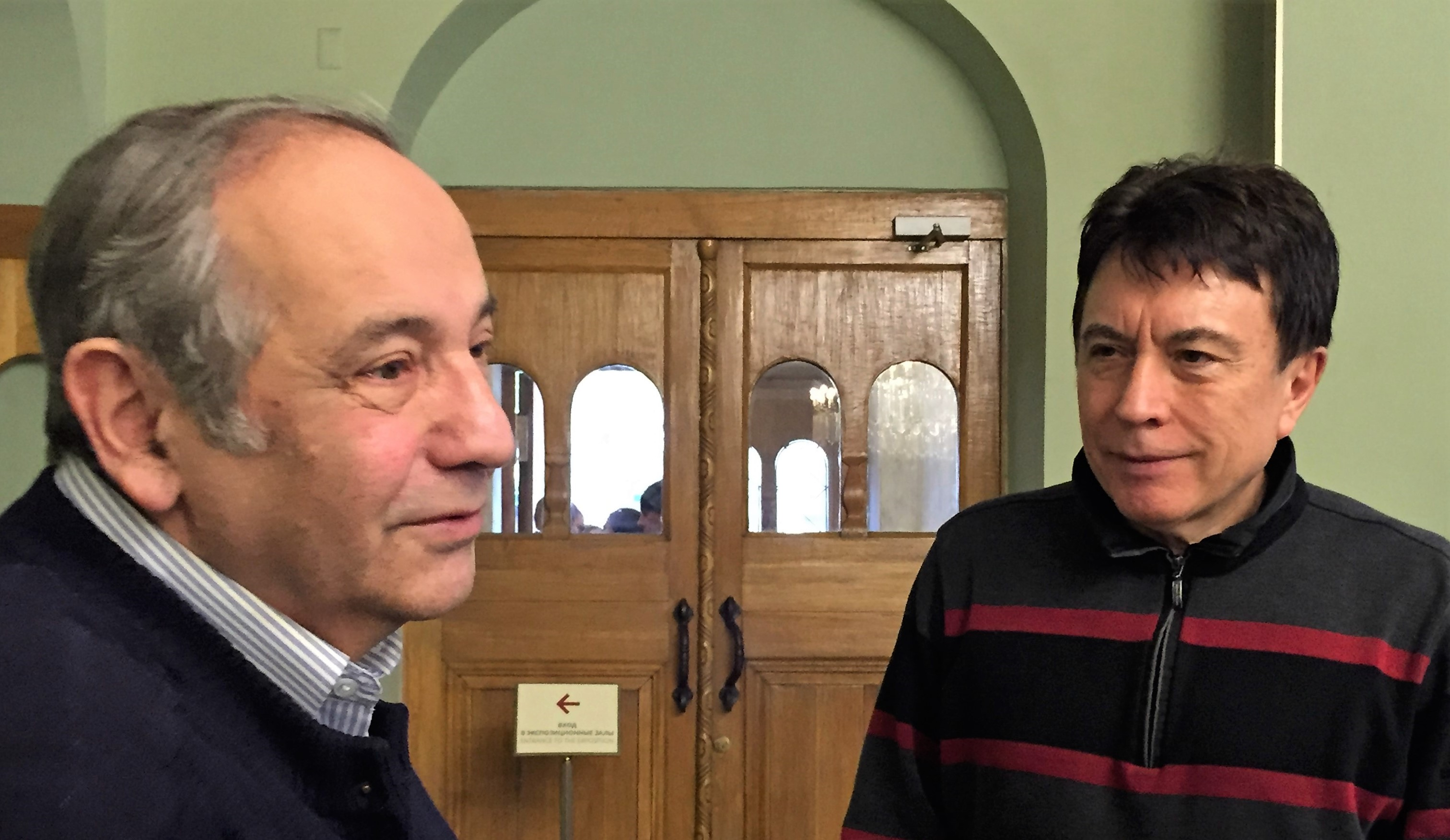

```
        
на фото:
 Яков Брук в Государственной Третьяковской галерее, 18 октября 2015 года
```

### Монографии, альбомы
- Живое наследие. Беседы о древнерусской живописи. М., «Искусство», 1970.
- Карл Брюллов / Серия «Образ и цвет». М., «Изобразительное искусство», 1973. 2-е изд.: 1974.
- У истоков русского жанра. XVIII век. М., «Искусство», 1990
- Орест Кипренский. Переписка. Документы. Свидетельства современников. СПб., «Искусство-СПб», 1994 (совместно с Е. Н. Петровой).
- Государственная Третьяковская галерея. Юбилейный альбом к 850-летию Москвы. М., «Красная площадь», 1997. 2-е изд.: 1999, 3-е изд.: 2002.
- Василий Верещагин. / Серия «Художник в Третьяковской галерее». М., «СканРус», 2004.
- Москва Жерара Делабарта. М., «Искусство XXI века», 2013.
- Яков Каган-Шабшай и его Еврейская художественная галерея. М., «Три квадрата», 2015.
- Русская книга о Марке Шагале. В двух томах . Составление, текстологическая подготовка и комментарии Я.В.Брука и Л.В.Хмельницкой. Под общей редакцией Я.В.Брука. М., Прогресс Традиция, 2021.

### Выставки
Куратор ряда крупных выставочных проектов и юбилейных выставок в Третьяковской галерее:
- «Первая художественная выставка Товарищества передвижных выставок 1871—1872 (реконструкция)» (1971).
- «И. Н. Крамской. К 150-летию со дня рождения» (1988).
- «В. В. Верещагин. К 150-летию со дня рождения» (1992).
- «А. Г. Габричевский. К 100-летию со дня рождения» (1992).
- «И. Е. Репин. К 150-летию со дня рождения» (1994).
- «И. А. Надуев» (1996).
- «Е. П. Левина-Розенгольц» (1996).
- «Иван Мясоедов / Евгений Зотов. Путь исканий» (1998).
- «Леонид Пастернак в России и Германии» (2001).
- «Виктор Попков» (2001).
- «Арнольд Шёнберг — Василий Кандинский. Диалог живописи и музыки» (2001).

### Ответственный редактор изданий
- Государственная Третьяковская галерея. Очерки истории. 1856—1917. К 125-летию ГТГ. Л., «Художник РСФСР», 1981.
- Государственная Третьяковская галерея. История и коллекции. М., «Искусство», 1986. 2-е изд.: 1987, 3-е изд.: 1988, 4-е изд.: 1989.
- Иван Николаевич Крамской. Выставка произведений к 150-летию со дня рождения./Гос. Третьяковская галерея, Гос. Русский музей. М., «Советская Россия», 1988.
- Василий Васильевич Верещагин. 1842—1904. / Каталог выставки. /Народный музей в Белграде. Белград, 1989 (на сербском языке).
- Валентин Серов. 1865—1911. К 125-летию со дня рождения. Гос. Третьяковская галерея, Гос. Русский музей. Л., «Аврора», 1991
- А. Г. Габричевский. / Гос. Третьяковская галерея. К 100-летию со дня рождения. Сборник материалов. М., «Советский художник», 1992.
- Василий Васильевич Верещагин . 1842—1904. К 150-летию со дня рождения. /Гос. Третьяковская галерея. М., МП «Гипо», 1992.
- Исидор Григорьевич Фрих-Хар. 1893—1978. К 100-летию со дня рождения. Мария Петровна Холодная. 1903—1989. К 90-летию со дня рождения. Выставка произведений. / Гос. Третьяковская галерея. М., 1994. (совместно с Л. И. Иовлевой).
- Илья Ефимович Репин. 1844—1930. К 150-летию со дня рождения. Каталог юбилейной выставки./Гос. Третьяковская галерея, Гос. Русский музей, Музей-усадьба И. Е. Репина «Пенаты». М., «Красная площадь», 1994.
- Владимир Игоревич Яковлев. Живопись, графика. Каталог выставки. /Гос. Третьяковская галерея, Межрегиональный фонд К. С. Малевича. М., 1995.
- Галереи в Галерее. Выставка Ассоциации московских галерей в Государственной Третьяковской галерее. М., 1996.
- Иван Александрович Надуев. 1893—1965. Выставка произведений. /Гос. Третьяковская галерея, Гос. Русский музей, Гос. центр современного искусства, Галерея Марко Датрино, Торре-Канавезе, Италия. М.,изд. группа «Arbor», 1996.
- Ева Павловна Левина-Розенгольц. Сборник материалов. Каталог выставки произведений. / Гос. Третьяковская галерея, Гос. музей изобразительных искусств им. А. С. Пушкина. М., «Красная площадь», 1996.
- Иван Чуйков. Выставка произведений. 1966—1997. /Гос. Третьяковская галерея, Гос. центр современного искусства, Отдел культуры Байер АГ, Леверкузен. [1998].
- Иван Мясоедов / Евгений Зотов. 1881—1953. Путь скитаний. / Фонд профессора Евгения Зотова — Ивана Мясоедова, Вадуц; Гос. Третьяковская галерея. Берн, «Бентели», 1998.
- Государственная Третьяковская галерея. Искусство XX века. Альбом. / Сост. Т.Ермакова, А.Обухова. М., 1999.
- Олег Кудряшов. Выставка произведений. /Гос. Третьяковская галерея, Гос. центр современного искусства. М., 1999.
- И. В. Клюн в Третьяковской галерее. К 125-летию со дня рождения. / Гос. Третьяковская галерея. М., «Русский авангард», 1999.
- Государственная Третьяковская галерея, Крымский вал: Искусство XX века. М., «Галарт», 2000.
- Владимир Башлыков. Выставка произведений. /Гос. Третьяковская галерея, Гос. центр современного искусства. М., 2000.
- Л. А. Бруни. Ретроспектива. /Гос. Третьяковская галерея. М., «Русский авангард», 2000.
- Андрей Костин. Выставка графики. /Гос. Третьяковская галерея, Гос. центр современного искусства. М., 2001.
- Виктор Попков. 1832—1974. Живопись и графика из собраний Государственной Третьяковской галереи и семьи художника. М., 2001.
- Митуричи — Хлебниковы. Четыре творческих портрета. /Российская Академия художеств, Гос. Третьяковская галерея. М., 2001.
- Леонид Пастернак в России и Германии. Из музейных и частных собраний Москвы, Веймара, Марбаха и Оксфорда. / Гос. Третьяковская галерея, Посольство ФРГ в РФ. М., «Пинакотека», 2001.
- Арнольд Шёнберг — Василий Кандинский. Диалог живописи и музыки. К 50-летию со дня смерти Арнольда Шёнберга. / Гос. Третьяковская галерея; Центр Арнольда Шёнберга, Вена; Немецкий культурный центр им. Гёте, Москва. М., «Пинакотека», 2001.
- УНОВИС № 1 Витебск 1920. Факсимильное издание. /Публикация, подготовка текстов, вступит. статья и комментарии Т.Горячевой. М. «СканРус» 2003.
- Русская и украинская живопись XVIII — начала XX века. Каталог собрания. / Автор-составитель Т. М. Панова. /Донецкий областной художественный музей. Донецк, 2003.
- Марк Шагал. «Здравствуй, Родина!» Каталог выставки. / Гос. Третьяковская галерея . М., «СканРус», 2005.
- Ева Павловна Левина-Розенгольц. Живопись и графика. / Сост. Е. Б. Левина. М., «Галарт», 2006.
- Марк Шагал. Мой мир. Первая автобиография Шагала. Воспоминания. Интервью. / Ред.-сост. Бенджамин Харшав. Под научной ред. Я. В. Брука. М., «Текст», 2009.
- Ракитин В. И. Марк Шагал. /Серия «Художники русской эмиграции». Под научной ред . Я. В. Брука. М., «Искусство — XXI век», 2010.

### Статьи

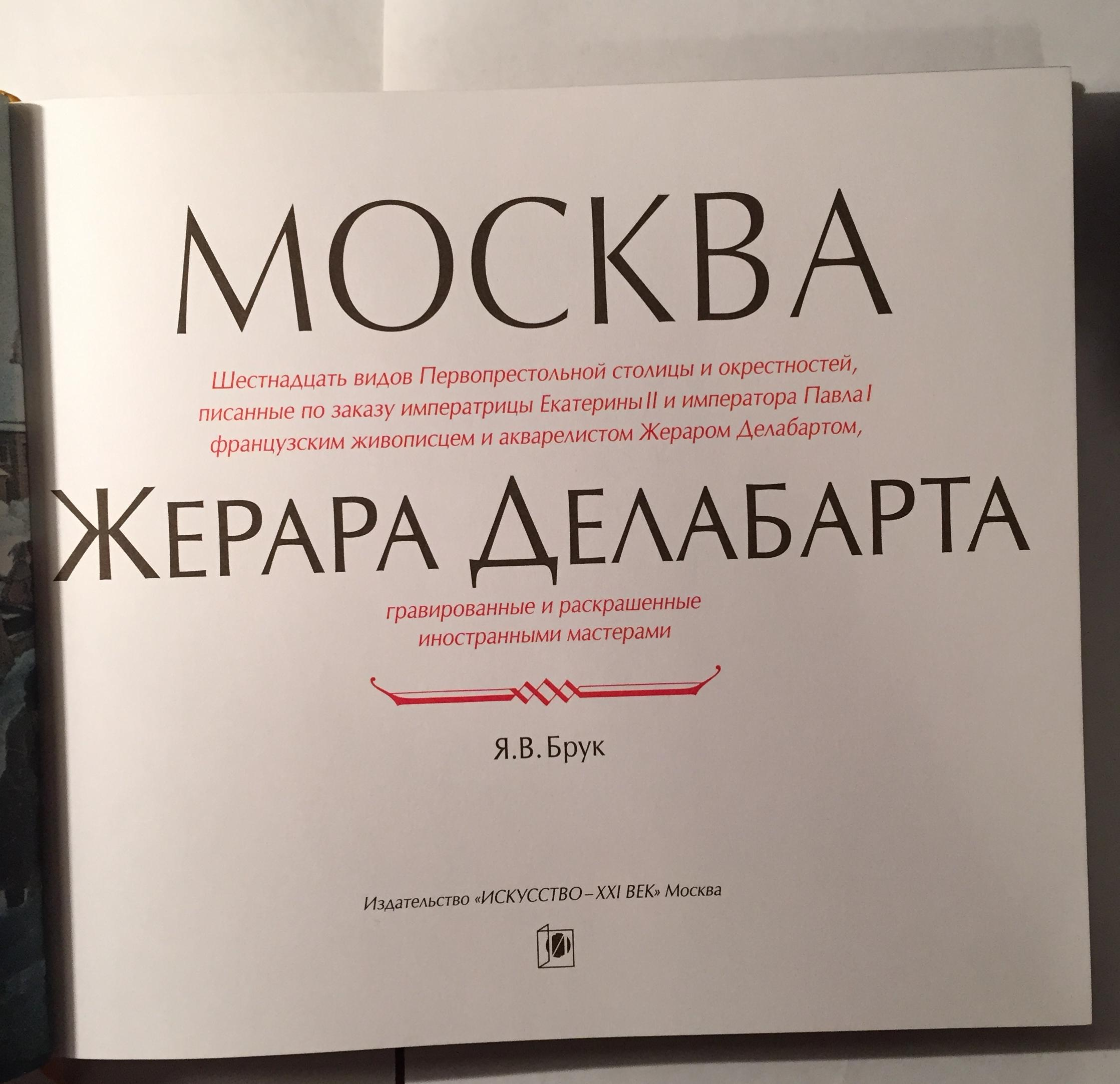
Я. В. Брук. Москва Жерара Делабарта. М., «Искусство XXI века», 2013. 2

- Кипренский в Риме и Париже (1816—1822). К вопросу о русско-европейских художественных связях в первой четверти XIX века. // Вопросы русского и советского искусства. Материалы научных конференций 1971 года. Вып. 1./ Гос. Третьяковская галерея. М.. 1971. С. 73 — 84.
- Портретное творчество О. Кипренского 1810—1820-х годов и современный ему европейский портрет. // Проблемы портрета. / ГМИИ Випперовские чтения. М., 1974. С. 199—215.
- «Живописных дел мастер» академик Иван Тонков // Искусство, 1975. № 10. С. 61-68.
- Peredwischniki — «Wandermaler». Realistische Malerei Russlands in der zweiten Halfte des 19. Jahrhunderts aus der Staatlichen Tretjakow—Galerie in Moskau und dem Staatlichen Russischen Museum in Leningrad. Wien. Im Selbstverlag der Osterreichischen Galerie. 1976. S. 7 — 17. Перепечатано: Berlin. 1976.
- Из прошлого русского жанра. // Художник. 1977. № 12. С. 41 — 44.
- Иван Аргунов и крестьянская тема в русской живописи XVIII века. // Искусство. 1978. № 2. С. 53-60.
- Ротари в России. // Советское искусствознание — 78. Вып. 2. М., «Советский художник», 1979. С.315-325.
- К истории русского бытового жанра. Жанровые тенденции в искусстве первой половины XVIII века. // Советское искусствознание—79. Вып.2. М., «Советский художник», 1980. С. 192—206.
- Юрий Злотников. // Советская графика—78. М., "Советский художник, 1980. С. 80 −87.
- История Третьяковской галереи в документах (до 1918 года). // Художник. 1981. № 5. С.40-49.
- Из истории художественного собирательства в Петербурге и Москве в XIX в. // Государственная Третьяковская галерея. Очерки истории. Л., 1981. С. 10-55.
- Великий портретист. [В. Г. Перов]. // Художник. 1983. № 12. С. 40-50.
- Diе Staatliche Tretjakow-Galerie. Geschichte und Gegenwart. // Bildende Kunst. 1985. № 3. S. 136—140.
- От частной коллекции до национальной галереи. // Государственная Третьяковская галерея. История и коллекции. М., 1986. С. 30 — 47.
- Вступит. статья. // Иван Николаевич Крамской. Выставка произведений к 150-летию со дня рождения. М., 1988. С. 5 — 15.
- «Казалось, мир мне будет мал…» // Василий Васильевич Верещагин в Третьяковской галерее. М., 1992. С. 7-20.
- Верещагин в Сербии. // Там же. С. 114—115 (в соавторстве с А. Л. Шемякиным).
- «…Безрассудный Орест». Молодые годы Кипренского. // Орест Кипренский. Переписка. Документы. Свидетельства современников. СПб., 1994. С. 61-102.
- «Жить, чтоб душу развивать…» //Иван Александрович Надуев. 1893—1965. Выставка произведений. М., 1996. С. 12 — 17.
- «Мне слава не нужна…» // Ева Павловна Левина-Розенгольц. Сборник материалов. Каталог выставки произведений. М., 1996. С. 16 — 18.
- «Собрать русскую школу, как она есть…» Третьяковская галерея: страницы истории. // Государственная Третьяковская галерея. Юбилейный альбом к 850-летию Москвы. М., 1997. С. 7 — 38.
- «Моя биография мне не удалась». Основные даты жизни и творчества Ивана Мясоедова/ Евгения Зотова. // Иван Мясоедов / Евгений Зотов. 1881—1953. Путь скитаний. Берн, 1998. С. 15 — 27 (в соавторстве с В.Хаас и К.Херрман).
- «Искусство XX века». Новая экспозиция в Государственной Третьяковской галерее. Стенограмма обсуждения. // Искусствознание—1999. Вып. 2. С. 47 — 49.
- Художественное наследие XX века. // Государственная Третьяковская галерея, Крымский вал: Искусство XX века. М., 2000, С. 2-7
- Искусство, равносильное жизни. // Леонид Пастернак в России и Германии. М., 2001, С. 6-11.
- Ж. Л. Пастернак. Материалы к биографии Леонида Осиповича Пастернака. /Предисловие, публикация и комментарии Я. В. Брука // Там же. С. 32 — 51.
- Арнольд Шёнберг в России. // Арнольд Шёнберг — Василий Кандинский. Диалог живописи и музыки. М., 2001. С. 45-54.
- Основные даты жизни и творчества Арнольда Шёнберга. // Там же. С. 142—152.
- Хронограф «Мark Chagall, 1887—1922» // Chagall connu et inconnu. Paris, 2003. P. 19 — 29.

Перепечатано: Мark Chagall. / San Francisco Museum of Modern Art. 2003. P. 23 — 37; Chagall e la Biblia./ Museo Ebraico di Genova. Milano, Electa, 2004. P. 154—163;
- Chagall entre ciel et terre. / Fondation Pierre Gianadda. Martigny. 2007. P. 15 — 23.
- Марк Шагал и Александр Ромм. К публикации писем М. Шагала к А. Ромму (1910—1915) и воспоминаний А. Ромма «Марк Шагал».(1944)./ Публикация, текстологическая подготовка и комментарии. // Искусствознание 2/2003. С. 569—614.
- Хронограф «Россия — Франция — Россия. 1887—1922». //Марк Шагал. «Здравствуй, Родина!». М., 2005. С. 24 — 39.
- Шагал и школа Бакста. // Там же. С. 64-85.
- Марк Шагал. Основные даты жизни и творчества. Два неизданных автографа Шагала. // Третьяковская галерея. Специальный выпуск журнала. М., «СканРус», 2005. С.16-21, 26-37.
- «Старушка с корзинкой»: к вопросу о датировке и о модели картины Марка Шагала. //Бюллетень Музея Марка Шагала. Вып.13. Витебск, 2005. С. 32 — 36.

Перепечатано: XI научная конференция «Экспертиза и атрибуция произведений изобразительного искусства». 16 — 18 ноября 2005. / Материалы. М. Издание объединения Магнум Арс., 2007. С. 222—228.
- Яков Каган-Шабшай и Марк Шагал. //Бюллетень Музея Марка Шагала. Вып. 16-17. Витебск, 2009. С. 85-101.
- Из художественной жизни революционной Москвы. Кружок еврейской национальной эстетики «Шомир». // Бюллетень Музея Марка Шагала. Вып. 18. Витебск, 2010. С. 64-74.
- Марк Шагал и Еврейское общество поощрения художеств. // Бюллетень Музея Марка Шагала. Вып.19-20. Витебск, 2011. С. 71 — 89.

Перепечатано: Марк Шагал и Петербург. К 125-летию со дня рождения художника. СПб., «Европейский Дом», 2013. С. 16 — 28.
- К истории Госетовских панно Марка Шагала. // Бюллетень Музея Марка Шагала. Вып. 21. Витебск, 2013. С. 42 — 48.
- Марк Шагал и Юлий Энгель. К истории Еврейской детской колонии в Малаховке // Шагаловский сборник. Вып. 4. Минск, 2016. С. 85–107.
- К истории собирательства произведений Марка Шагала в Третьяковской галерее: 1920-е годы  // Третьяковские чтения 2016. М., 2017. С. 274–288.
- Третьяковская галерея, Марк Шагал и выставка "Современное французское искусство" (1928) // Третьяковские чтения 2017. М., 2017. С. 181–202.
- К истории книги Марка Шагала "Моя жизнь": к вопросу о русском оригинале и хождении в советском самиздате // Третьяковские чтения 2019. М., 2019, С. 331–353.
- "Моя душа не на месте..." Жизнь и судьба Ивана Мясоедова // Русское искусство. 2021. № 1.     С. 80–91.

## Награды и звания
Член МОСХ (1972), кандидат искусствоведения (1978), заслуженный работник культуры РСФСР (1981), член ICOM (1995), действительный член Международной Академии информатизации (1996), лауреат премии Правительства Российской федерации в области культуры (2006), лауреат премии «За честь и достоинство профессии» (Интермузей-2008).